# Marc Beigbeder
Pour les articles homonymes, voir Beigbeder.
Marc Beigbeder, né le 11 août 1916 à Salies-de-Béarn (Pyrénées-Atlantiques), mort le 2 mars 1997 à Paris 15e, est un philosophe, un essayiste, un journaliste et un polémiste français.

## Biographie
Proche d'Emmanuel Mounier et des penseurs personnalistes, il fut un contributeur important de la revue Esprit aux côtés notamment de Jean-Marie Domenach. Il est l'auteur de nombreux essais philosophiques et d'ouvrages de réflexions théologiques. En 1960, il compte au nombre des signataires du Manifeste des 121.
De 1978 à 1982, il appartient au comité de patronage de Nouvelle École.

## Publications
- L'Homme Sartre, Essai de dévoilement préexistentiel, 1947
- Lettre à esprit sur l'esprit de corps et la contrainte par corps, 1951
- André Gide, 1954
- Le théâtre en France depuis la libération, 1959
- Les Cacagons. Roman, 1966
- Célébration des fourmis, éd. Robert Morel, 1967
- Le Contre-Monod, 1972
- Contradiction et nouvel entendement, 1972
- La Clarté des abysses - fondements des phénomènes paranormaux et extrasensoriels, 1977
- La nouvelle droite, qu'est-ce que c'est?, 1979